# میلا مارینووا
میلا مارینووا (به انگلیسی: Mila Marinova) ژیمناست زادهٔ ۳ ژوئن ۱۹۷۵ میلادی اهل کشور بلغارستان است.